# (13014) Hasslacher
(13014) Hasslacher est un astéroïde de la ceinture principale.

## Description
(13014) Hasslacher est un astéroïde de la ceinture principale. Il fut découvert le 17 novembre 1987 à la station Anderson Mesa par Richard Binzel. Il présente une orbite caractérisée par un demi-grand axe de 3,15 UA, une excentricité de 0,13 et une inclinaison de 7,1° par rapport à l'écliptique.

## Compléments